# Pardon (bedevaart)
Het Pardon ('vergiffenis') is een bedevaartprocessie die vooral in sommige plaatsen in Bretagne wordt gehouden tijdens herdenkingen van plaatselijke heiligen. Op hun herdenkingsdatums worden deze "Pardons" in processies gehouden.
"Pardons" zijn godsdienstige plechtigheden, waarbij bedevaartgangers in processies, vaandels, relikwieën en kruisbeelden worden meegedragen. In Bretonse klederdracht trekken ze naar een kerk waar een heilige wordt vereerd. Daar wordt dan vergiffenis (pardon) gevraagd, een wens gedaan of een gelofte vervuld. De bedevaarders zijn nog zeer vaak gekleed in de dracht van de streek.

## Grote "Pardons" worden gehouden in
Tréguier: 19 mei - Bedevaart ter ere van Saint-Yves (Iwo) die de verdrukten verdedigde en de armen bijstond. Hij studeerde rechten, werd priester en later door de bisschop aangewezen tot rechter van Tréguier.
Rumengol: Zondag na Pinksteren - Koning Gradlon werd door een wonder gered, bij de zondvloed en verwoesting van de stad Ys (vermoedelijk voor de kust van Brest). Hij bereikte op zijn vlucht de top van de Menez-Hom. Daar stuitte hij op een door een druïde ontstoken vuur. 
Hij bluste de vlammen van de heidenen en op die plaats stichtte hij als dank voor zijn redding, een kapel.

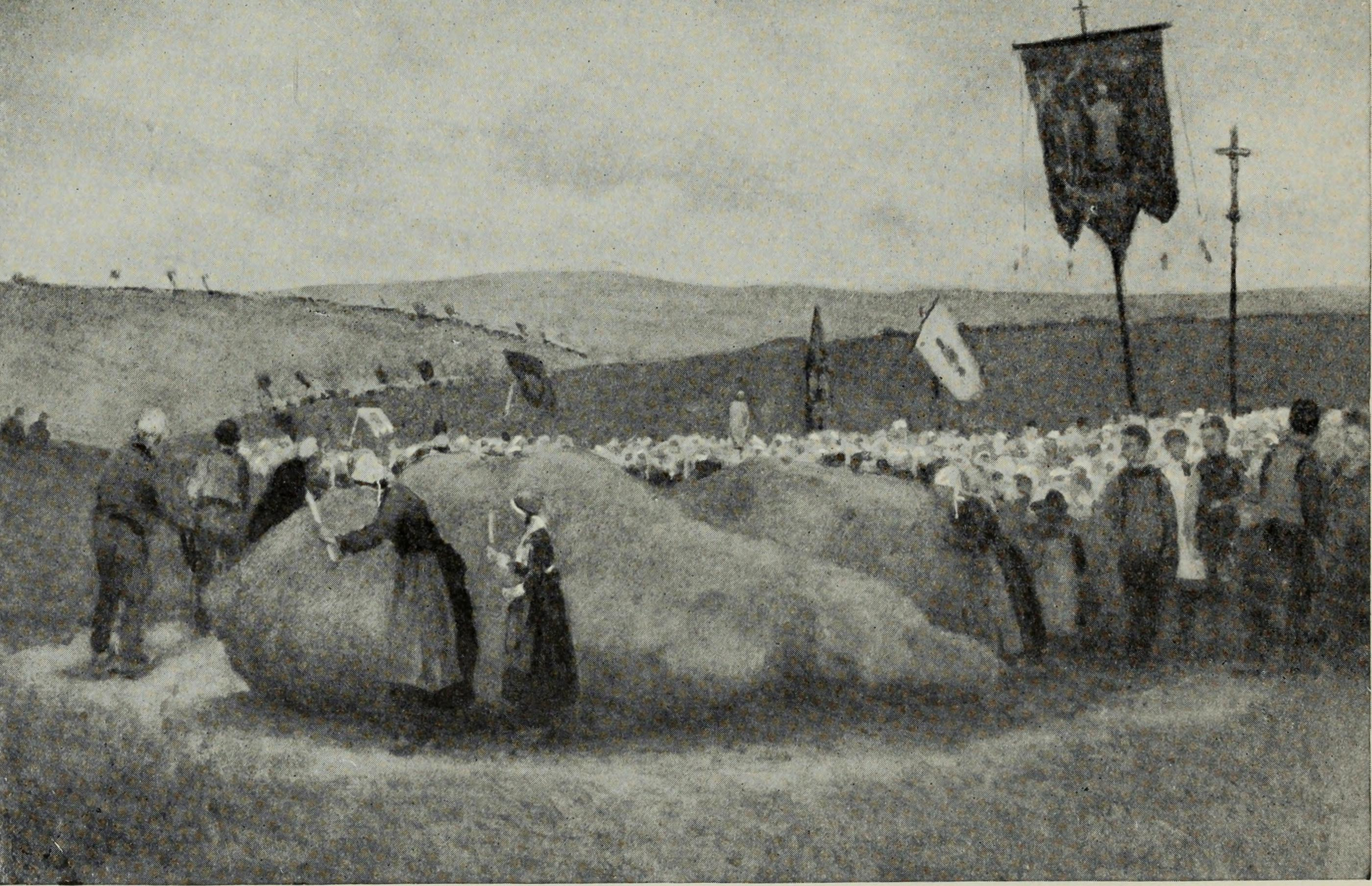
Afbeelding van de pardon in Locronan, Myths and legends; the Celtic race (1910)

Locronan: Tweede zondag van juli - Een lange zwijgende optocht door heidevelden langs het pad dat Saint-Ronan zijn leven lang dagelijks liep. De overlevering wil, dat wie deze weg niet opgaat, gedurende zijn leven, het na zijn dood moet doen, waarbij hij iedere keer slechts de lengte van zijn doodskist overdoet.
Saint-Anne-d'Auray: 26 juli - Op een uur gaans van Auray leefde een boer, genaamd Nicolazic. Saint-Anne verscheen hem en vroeg hem de eredienst voor haar te herstellen. Zij is de Moeder van Bretagne (bedevaart van 7 maart tot 1 oktober).
Perros-Guirec: 15 augustus - De mooiste kapel van roze graniet is gebouwd door de kapitein van een Engels schip, daar waar hij op een mistige dag, door een wonder de klippen kon omzeilen.
Saint-Anne-La-Pallud: Laatste zondag van augustus - Saint-Anne is volgens de Bretonse legende in Bretagne geboren. Toen Jezus Christus afscheid kwam nemen van zijn grootmoeder, liet hij een wonderdoende fontein ontspringen. Na de dood van de heilige Anne haalden vissers een beeld op, waarin zij haar gelijkenis zagen. Nabij de fontein stichtten zij, ter ere van haar, een kapel.
Josselin: 8 september - Een boer die de grond omwoelde onder een altijd groene braamstruik, vond een beeld van Maria, dat hij meenam naar huis. De volgende morgen lag het beeld weer onder de braamstruik. 
Toen dit zich een paar keer herhaalde, begreep de verbaasde man dat de Heilige Maagd op dié plek geëerd wilde worden.
Le Folgoët: 8 september - Een zekere Salaun, genaamd "ar foll coat", de bosgek, ging over de wegen terwijl hij alsmaar "Ave Maria" riep. 
In de winter groeide op zijn graf een lelie waarop in gouden letters "Ave Maria" stond. Jean de Montfort stichtte een kapel voor hem.
Paimpol, 8 december